# Lycoperdon pratense
Vesse-de-loup des prés, Vesse-de-loup à diaphragme
Espèce
Lycoperdon pratense, ou Vascellum pratense, la Vesse-de-loup des prés ou Vesse-de-loup à diaphragme, est une espèce de la famille des Lycoperdaceae.

## Systématique
Le nom scientifique complet (avec auteur) de ce taxon est Lycoperdon pratense Pers..

### Synonymes
Lycoperdon pratense a pour synonymes :
- Calvatia depressa (Bonord.) J.Moravec
- Calvatia depressa (Bonord.) Zeller & A.H.Sm.
- Calvatia subpratensis (Lloyd) Coker & Zeller
- Lycoperdon depressum Bonard.
- Lycoperdon depressum Bonord.
- Lycoperdon excipuliforme var. hyemale (Bull.)
- Lycoperdon gemmatum var. pratense (Pers.) J.Schröt.
- Lycoperdon hiemale Bull.
- Lycoperdon hymenale Bull.
- Lycoperdon perlatum var. papillatum (Schaeff.) Fr.
- Lycoperdon subpratense Lloyd
- Utraria pratensis (Pers.) Quél.
- Vascellum depressum (Bonord.) F.Šmarda
- Vascellum pratense (Pers.) Kreisel
- Vascellum pratense subsp. subpratense (Lloyd) Kreisel
- Vascellum subpratense (Lloyd) P.Ponce de León

### Noms vulgaires et vernaculaires
Ce taxon porte en français le nom vernaculaire ou normalisé suivant : Vesse-de-loup des prés, Vesse de loup à diaphragme.

## Galerie

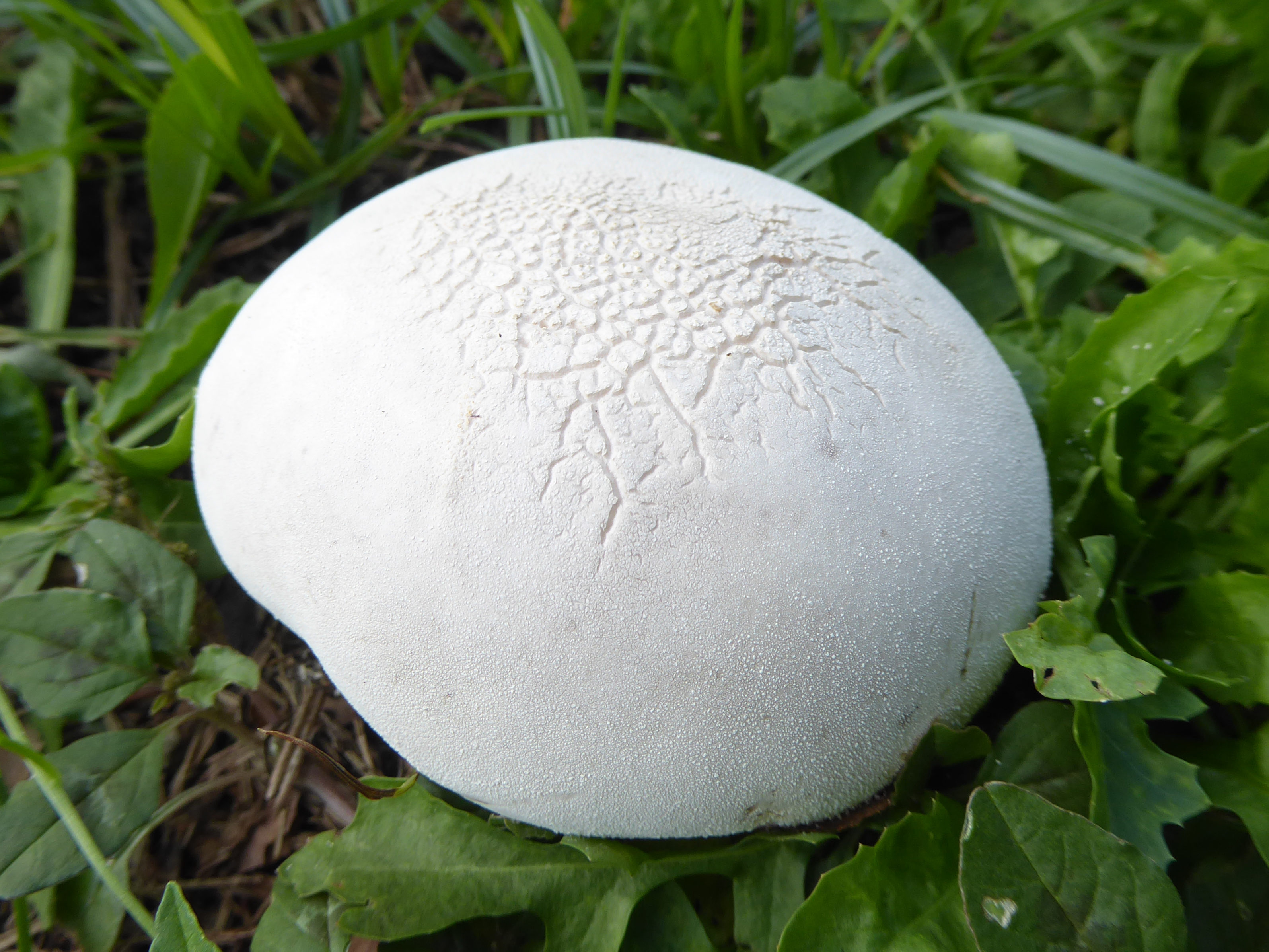
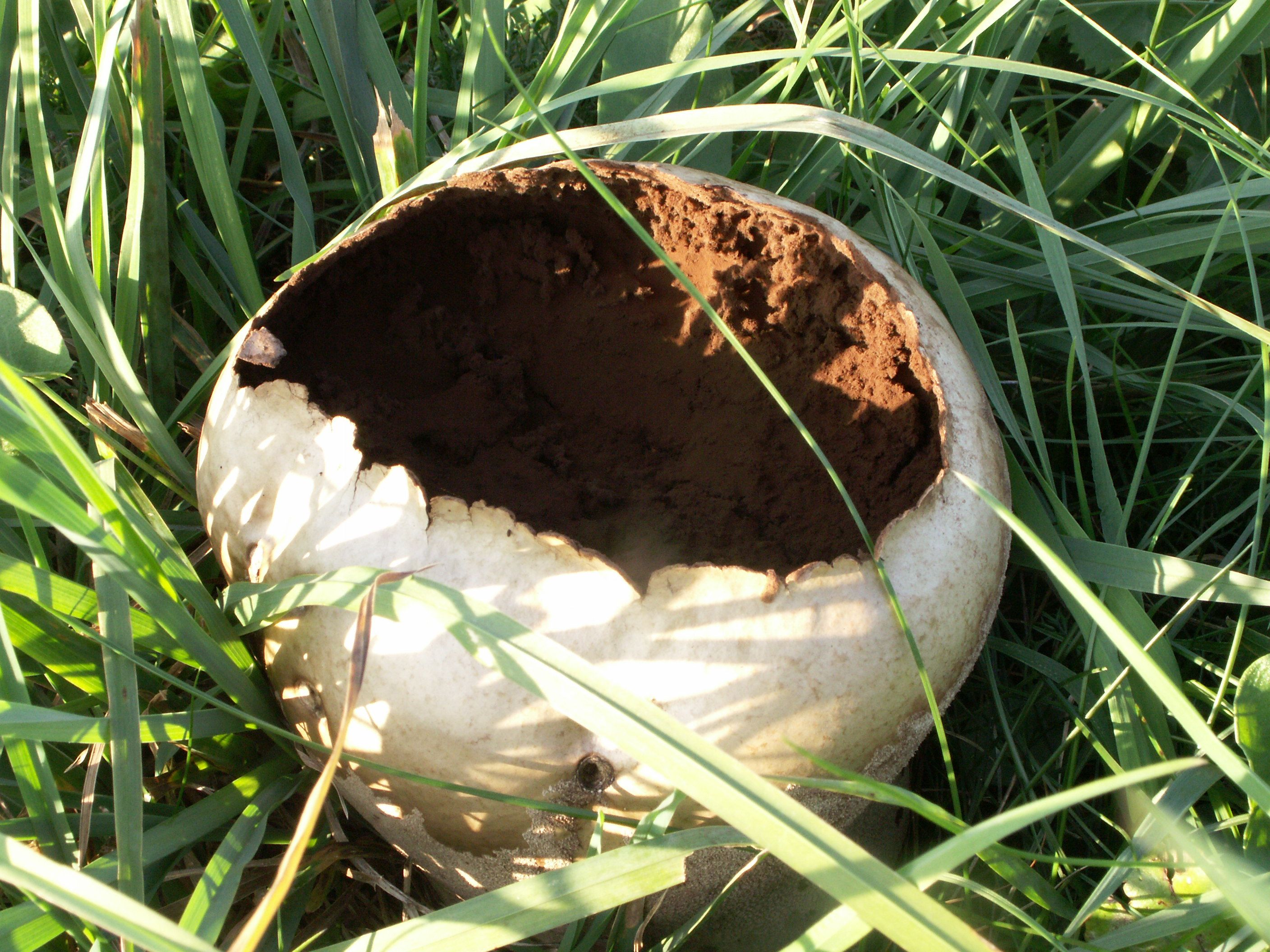
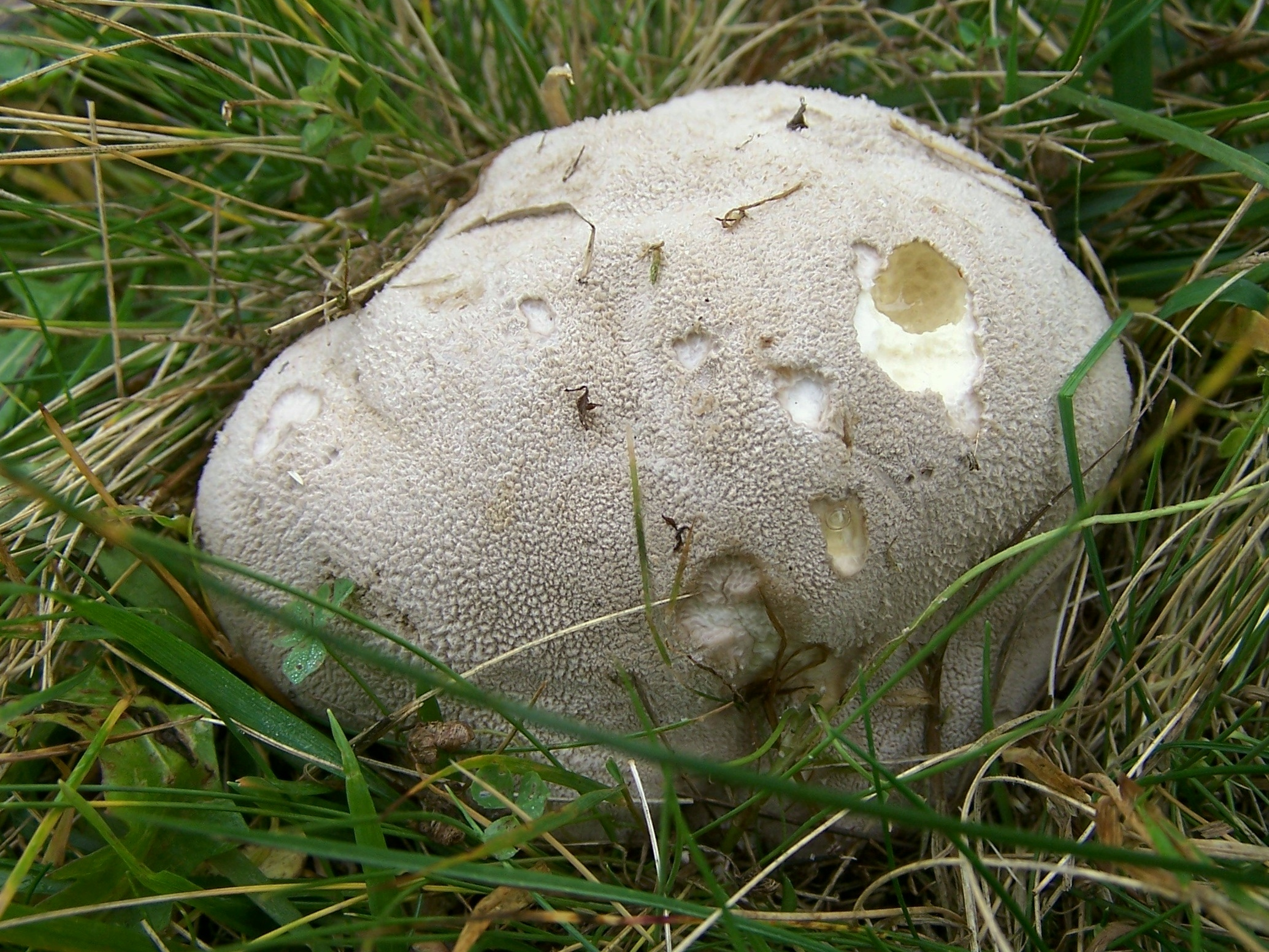
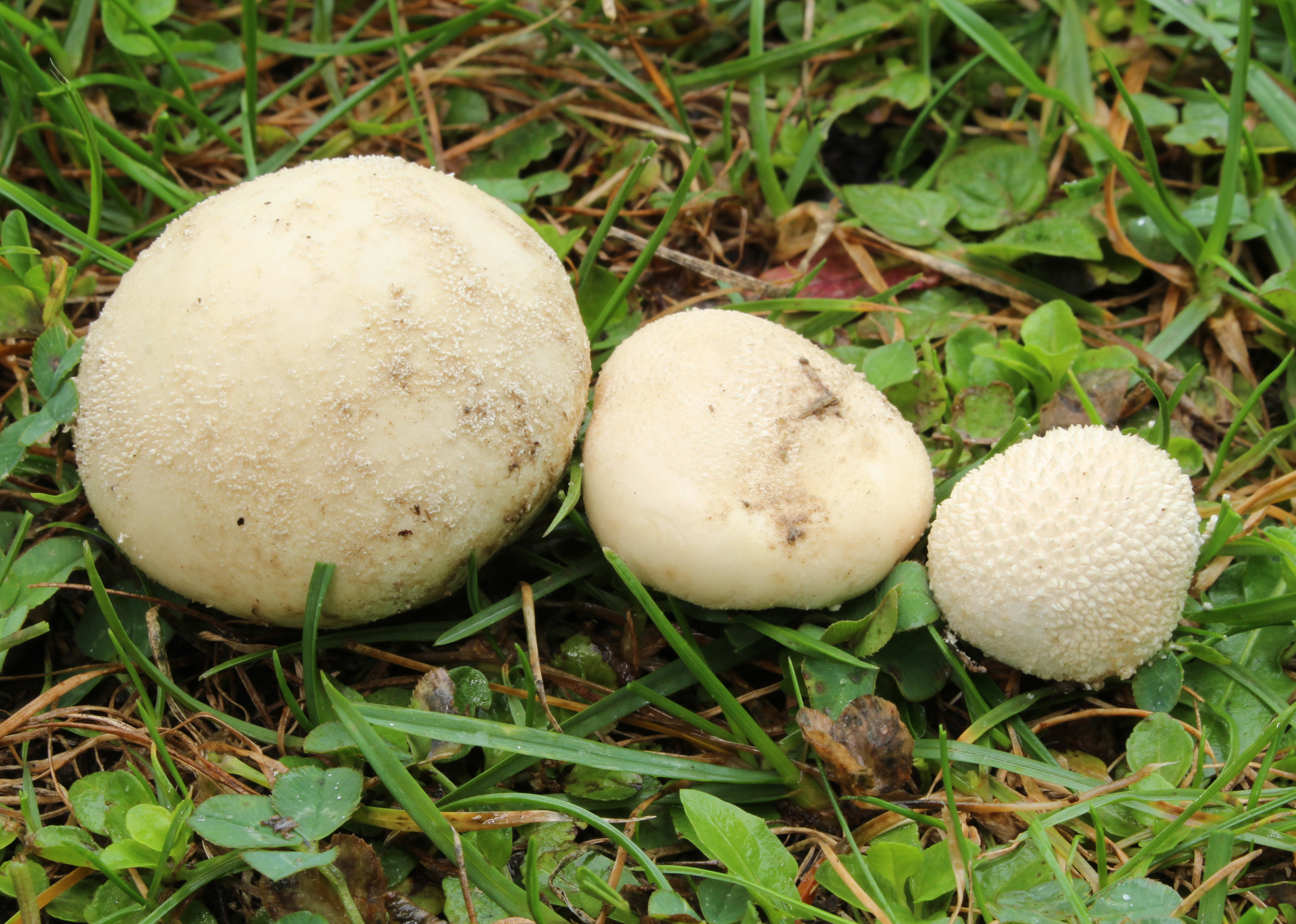
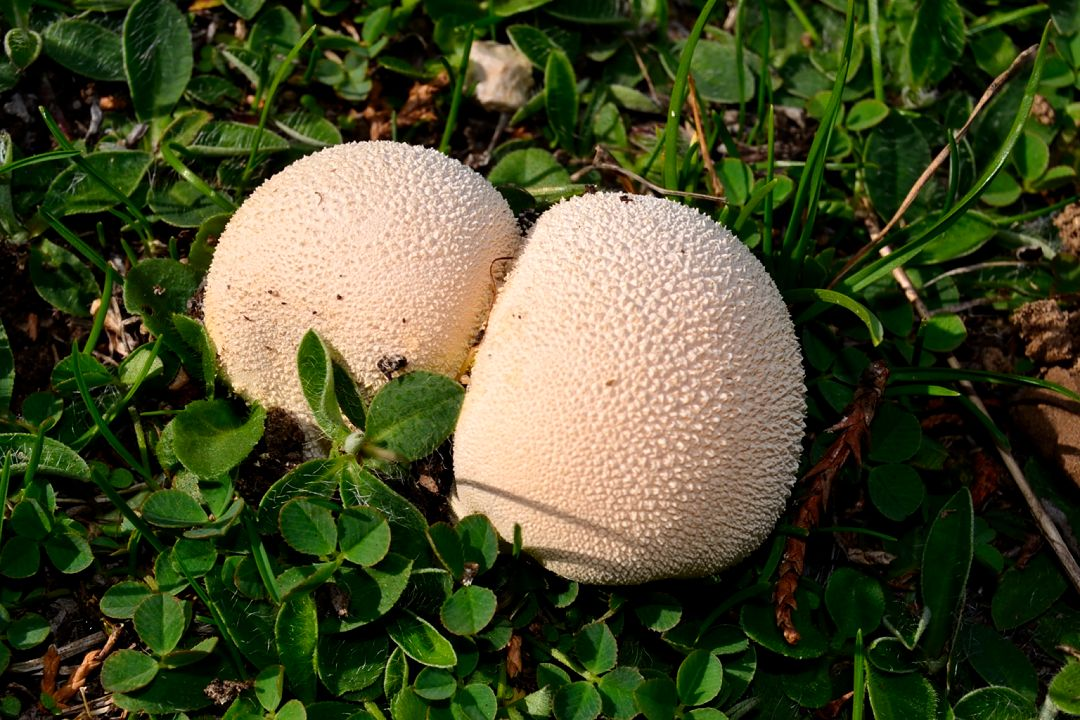
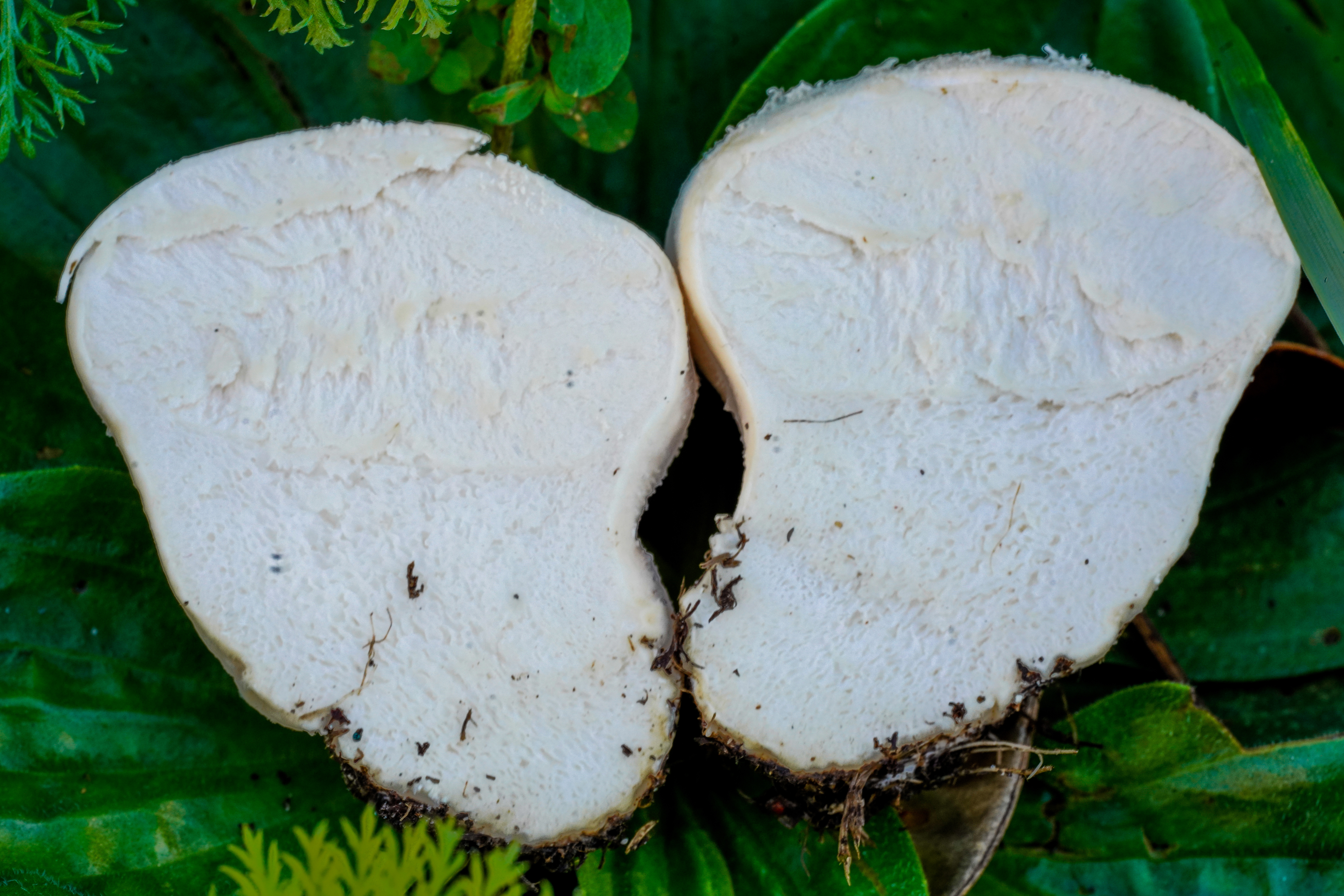
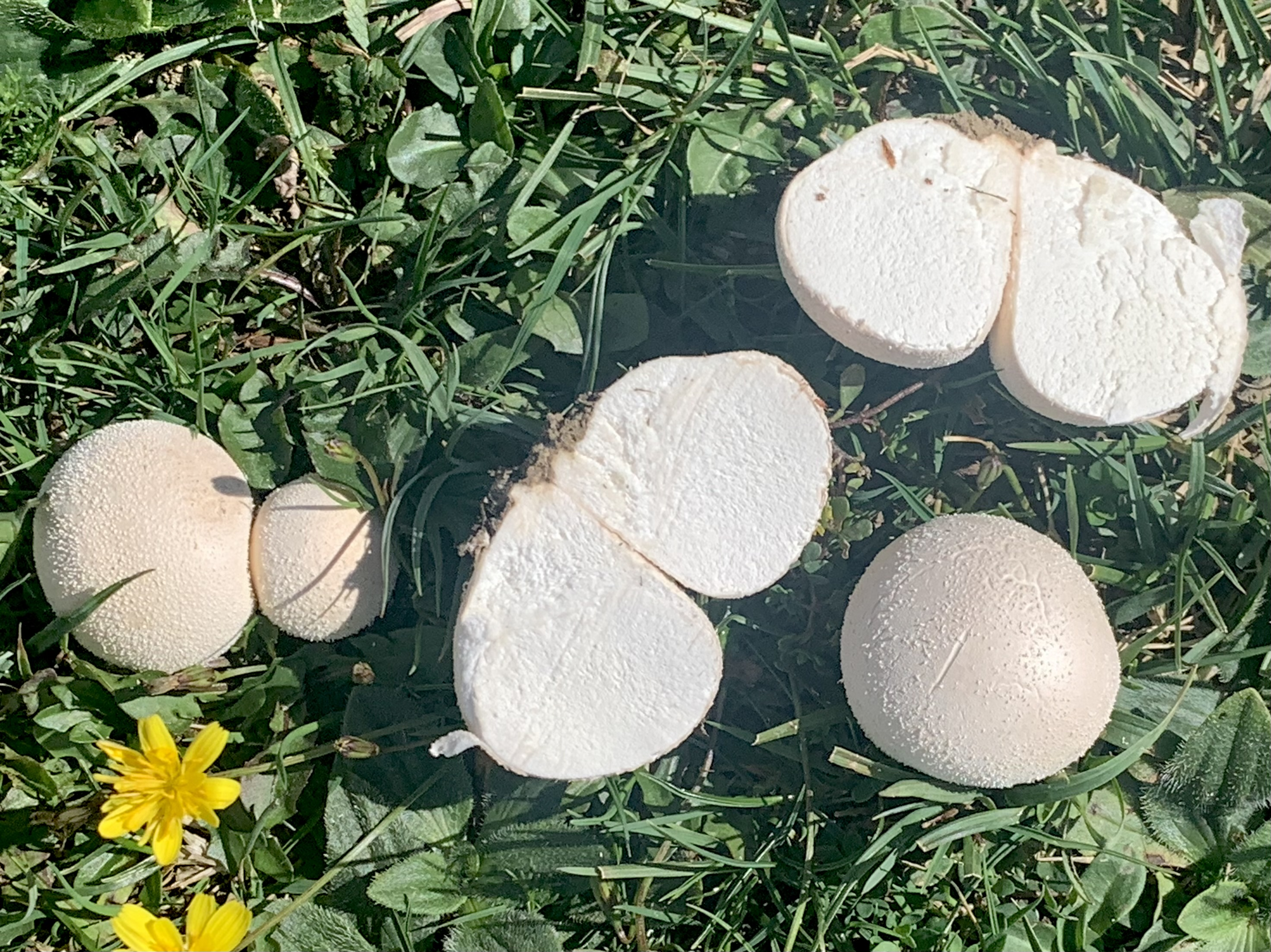
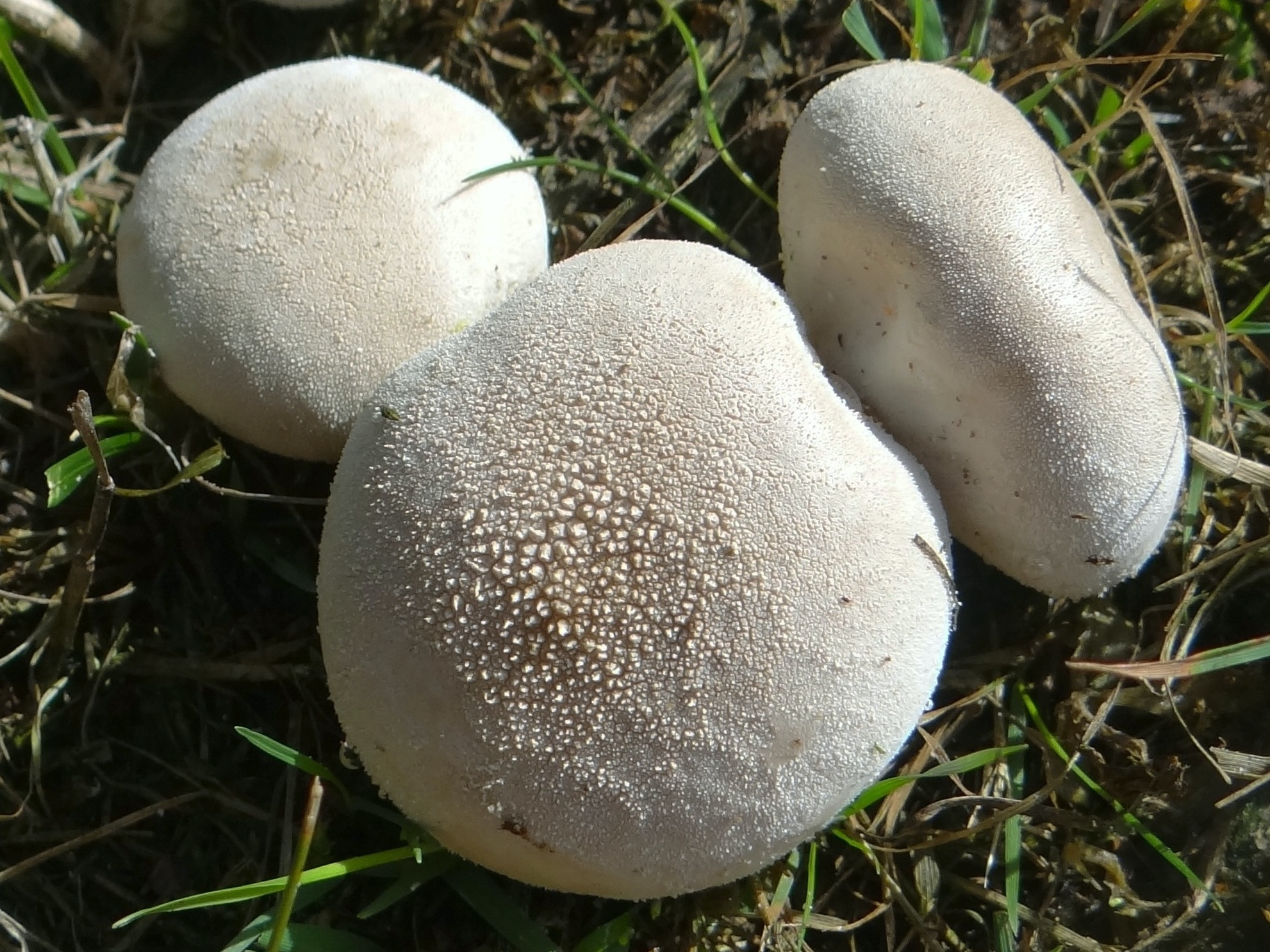
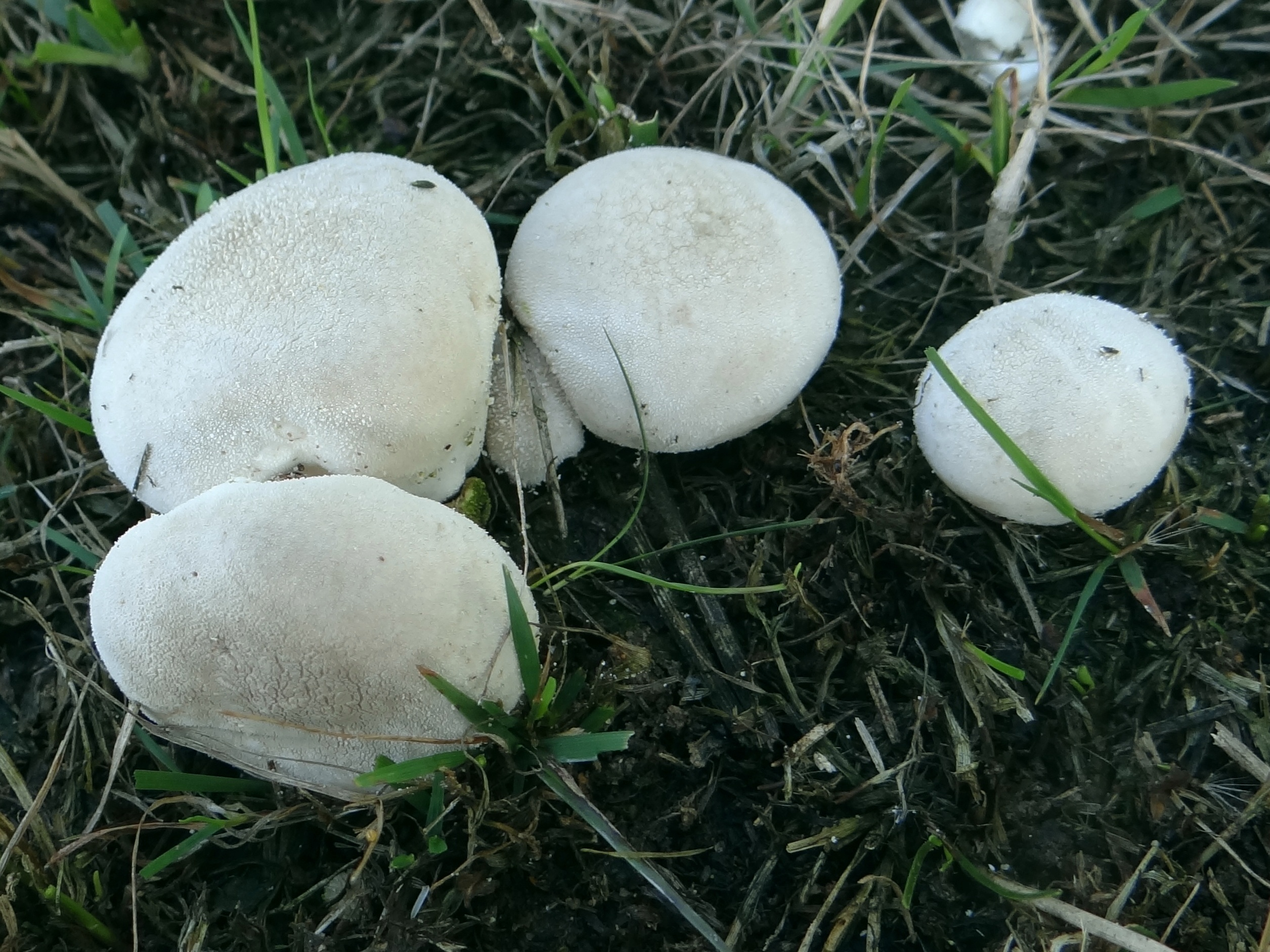